# Kásijún
Kásijún (arabsky جبل قاسيون, džabal Kásijún) je hora, tyčící se nad Damaškem. Její výška je 1150 metrů nad mořem. Podle legendy na Kásijúnu zabil Kain svého bratra Ábela. Na hoře je palác syrského prezidenta Bašára Asada.